# Fissidens terebrifolius
Fissidens terebrifolius är en bladmossart som beskrevs av C. Müller 1897. Fissidens terebrifolius ingår i släktet fickmossor, och familjen Fissidentaceae. Inga underarter finns listade i Catalogue of Life.